# Крячок рожевий

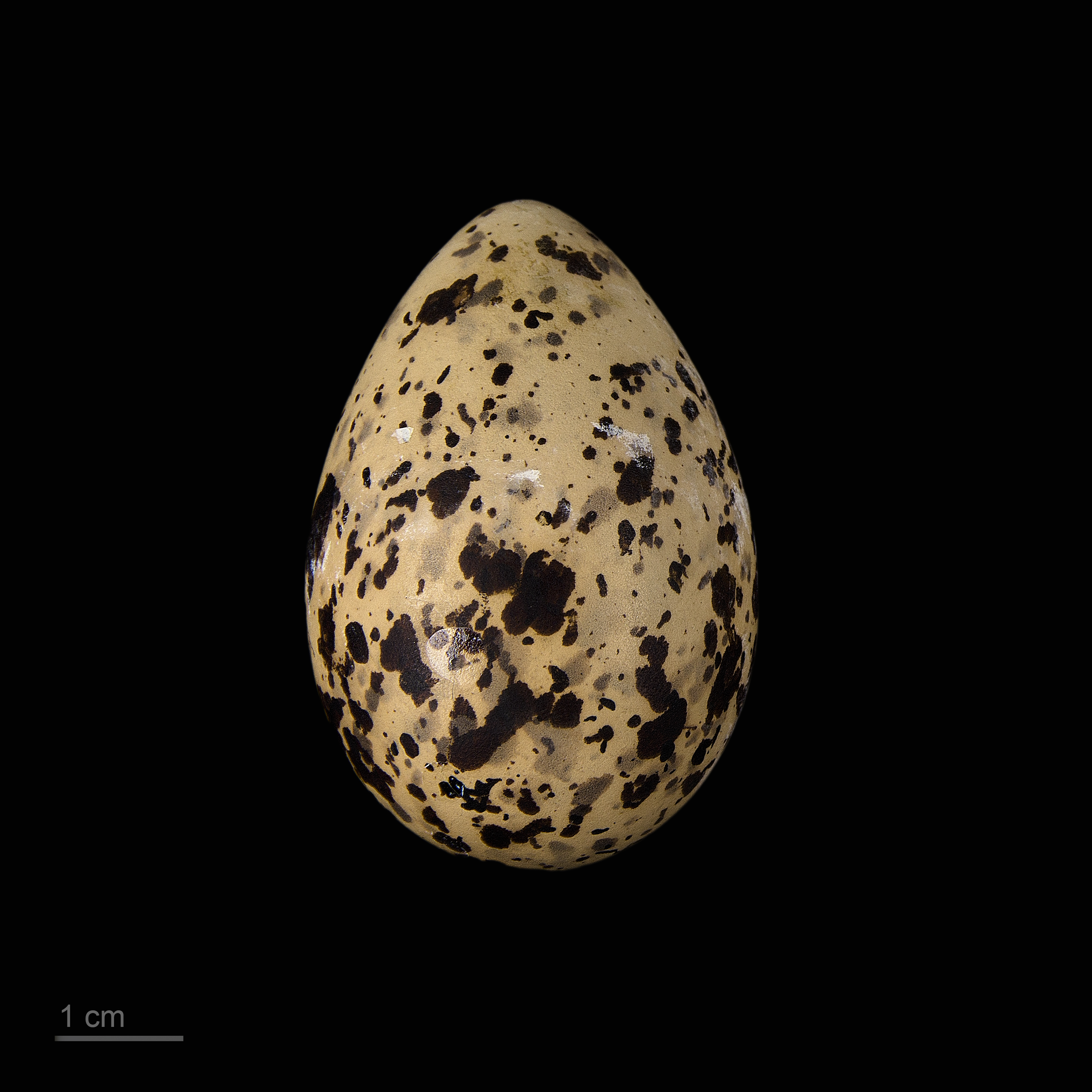
яйце Sterna dougallii dougallii - Тулузький музей

Крячок рожевий (Sterna dougallii) — морський птах родини крячкових (Sternidae). Цей птах має багато популяцій, що відрізняються кольором дзьоба та деталями забарвлення оперення.